# Biblioteca Pública de Brasília
A Biblioteca Pública de Brasília (BPB) é uma biblioteca brasileira, situada na cidade de Brasília, no Distrito Federal. Está localizada na EQS 312/313 na Asa Sul.

## História
O Local foi inaugurado em 1990 e a instalações ocupam uma área de 330 metros quadrados. A biblioteca passou por uma ampla reforma entre os anos de 2017 e 2018, inclusive com a reconstrução das calçadas externas, período que ficou fechada ao público.

## Acervo
O acervo cobre assuntos de interesse geral, biografias e jornais e periódicos. Mantem também um setor dedicado a área infanto-juvenil como também dispões de uma gibiteca.

## Facilidades
No local estão disponíveis computadores com acesso à Internet. Conta também com o Jardim de Leitura um espaço ao ar livre com mesas de estudo onde é permitido leituras.